# Sandneshatten
Der Sandneshatten (norwegisch für Sandnasenhut) ist ein 2200 m hoher Berg im ostantarktischen Königin-Maud-Land. Er ragt im nördlichen Conradgebirge in der Orvinfjella auf.
Wissenschaftler des Norwegischen Polarinstituts benannten ihn 1968 in Anlehnung an die Benennung der benachbarten Landspitze Sandneset.